# Hermenegilda
Hermenegilda – imię żeńskie o pochodzeniu germańskim. W starogermańskim oznaczało "pełne poświęcenie": ermen – 'całe, pełne' i gild – 'poświęcenie'.   
W Polsce spopularyzował je Konstanty Ildefons Gałczyński stwarzając postać Hermenegildy Kociubińskiej, postaci w "Teatrzyku Zielona Gęś" oraz książka i serial TV pt. Czterej pancerni i pies, w których imię to występuje jako kryptonim niemieckiej operacji desantowej (Hermenegilde komm!). W odcinku 11 pt. Wojenny siew, dzięki pamięci Gustlika (który "mioł taka ciotka"), bohaterom udało się skojarzyć kryptonim akcji z dniem jej przeprowadzenia - 13 kwietnia 1945 r.
Hermenegilda obchodzi imieniny 13 kwietnia. 
Zdrobnienia: Hermusia, Herminka, Herma, Hermenusia, Hermeniunia, Hermenka, Hermenegildzia.